# Licenza open source
Una licenza open source è una licenza – concessa dal detentore di un diritto d'autore – utilizzata prevalentemente sul software informatico, che può tuttavia riguardare qualsiasi altro ambito nel quale si applica la normativa sul diritto d'autore. 
La particolarità delle licenze open source è che gli autori invece di vietare, permettono non solo di usare e copiare, ma anche di modificare, ampliare, elaborare, vendere e quant'altro,  tutto questo senza imporre obblighi a ricompensare economicamente gli autori.
L'esempio più lampante (e noto al largo pubblico) sono le centinaia di distribuzioni GNU/Linux: un sistema operativo completo di migliaia di applicativi anche di elevatissimo valore, spesso allegate a riviste ad un costo limitato, a sola copertura dei costi di produzione e distribuzione del supporto, e/o liberamente scaricabili (senza infrangere nessuna legge) dai siti ufficiali su Internet.
La GNU Free Documentation License, l'unica licenza originariamente utilizzata da Wikipedia, è un esempio di licenza open source.

## Natura ed obiettivi delle licenze open source
Lo scopo primario delle licenze open source non è la gratuità del software, ma la sua sopravvivenza ovvero la certezza che vi sia la possibilità per chiunque e in qualunque momento, anche futuro, di apportare miglioramenti o comunque modifiche al programma, e di installarlo senza alcuna limitazione.
Per alcuni esponenti della comunità del software libero, come Stallman, lo scopo primario è la libertà del software in sé, in quanto più importante rispetto agli aspetti tecnologici. Secondo Stallman, il software dovrebbe essere liberamente utilizzabile prima di tutto perché non è etico brevettarlo, e, solo in secondo luogo, perché è di migliore qualità.

## La definizione di Open Source

### Storia
Il termine "open source" venne coniato agli inizi del 1998 su iniziativa di Bruce Perens, Eric S. Raymond, Hall, Tim O'Reilly, Linus Torvalds e altri importanti sviluppatori della comunità Free Software, come allora veniva chiamata. L'obiettivo principale era quello di rendere l'idea del software libero più accettabile all'ambiente commerciale, evitando le posizioni intransigenti di Stallman e contemporaneamente evitare l'equivoco generato dalla parola "free" in inglese (che significa sia gratuito che libero). La parola "source" stava a sottolineare il fatto che un software non è tanto il programma eseguibile, quanto il suo punto di partenza, il sorgente appunto. 
Molto attivo fu soprattutto il Raymond, che cercava la licenza migliore in occasione della distribuzione pubblica del codice sorgente di Netscape Navigator. L'obiettivo era proprio quello di rendere il prodotto accettabile nelle aziende evitando l'uso della restrittiva licenza GPL.

### Definizione
La Open Source Definition definisce quali licenze possono essere considerate open source. Questa definizione è stata fatta dalla fondazione Open Source Initiative (OSI) che tuttora gestisce il marchio creato ad hoc. La definizione deriva dalle regole (dette Debian Free Software Guidelines) che si era dato il progetto Debian per scegliere quali software includere nella propria distribuzione GNU/Linux.
Secondo questa definizione è evidente che perché una licenza sia open source non si deve soltanto di avere accesso al codice sorgente, ma anche il permesso a chiunque di mettere mano al codice sorgente e contemporaneamente il permesso di ridistribuirlo, il tutto senza che alcuno possa pretendere anche il minimo compenso, però senza impedire di chiedere un compenso a chi è disposto a pagarlo.
Secondo la Open Source Definition affinché si possa parlare di una licenza open source è necessario che tale licenza soddisfi contemporaneamente tutte le condizioni sotto indicate.
- Ridistribuzione libera. La licenza non può impedire ad alcuna parte in causa la vendita o la cessione del software. Chiunque deve poter fare tutte le copie che vuole, venderle o cederle, e non deve pagare nessuno per poter fare ciò.

- Codice sorgente. Il programma deve includere il codice sorgente. Codice deliberatamente offuscato non è ammesso. Questo in quanto il codice sorgente è necessario per modificare o riparare un programma.

- Opere derivate. La licenza deve permettere modifiche e opere derivate e deve consentire la loro distribuzione sotto i medesimi termini della licenza del software originale, in quanto il software serve a poco se non si può modificare per fare la manutenzione ad esempio per la correzione di errori o il porting su altri sistemi operativi.

- Integrità del codice sorgente dell'autore. La licenza può proibire che il codice sorgente venga distribuito in forma modificata solo se la licenza permette la distribuzione di pezze ("patch file") con il codice sorgente allo scopo di migliorare il programma al momento della costruzione.

- Nessuna discriminazione contro persone o gruppi. La licenza deve essere applicabile per tutti, senza alcuna discriminazione per quanto nobile possa essere l'obiettivo della discriminazione. Ad esempio non si può negare la licenza d'uso neanche a forze di polizia di regimi dittatoriali.

- Nessuna discriminazione di settori. Analogamente alla condizione precedente, questa impedisce che si possa negare la licenza d'uso in determinati settori, per quanto questi possano essere deplorevoli. Non si può dunque impedire l'uso di tale software per produrre armi chimiche o altri strumenti di distruzione di massa.

- Distribuzione della licenza. I diritti relativi al programma devono applicarsi a tutti coloro ai quali il programma sia ridistribuito, senza necessità di esecuzione di una licenza aggiuntiva.

- La licenza non dev'essere specifica a un prodotto. I diritti relativi a un programma non devono dipendere dall'essere il programma parte di una particolare distribuzione di software.

- La licenza non deve contaminare altro software. La licenza non deve porre restrizioni ad altro software che sia distribuito insieme a quello licenziato.

- La licenza deve essere tecnologicamente neutra. Nessuna clausola della licenza deve essere proclamata su alcuna singola tecnologia o stile di interfaccia.

## Le licenze
La OSI ha una lista di licenze open source. Perché una licenza vada in questa lista deve rispettare la Open Source Definition e deve seguire un processo di approvazione. La Free Software Foundation (FSF) ha a sua volta una lista di licenze ritenute libere (nella lista ci sono anche licenze ritenute da alcuni erroneamente libere e la spiegazione del perché non lo sono), per ognuna c'è scritto se è compatibile o no con la GNU General Public License. La lista delle licenze open source (secondo la definizione OSI) e la lista delle licenze libere (secondo la definizione della FSF) sono quasi coincidenti, ma ci sono alcune eccezioni (vedi Comparazione di licenze libere).
In generale le licenze open source non sono a priori reciprocamente compatibili. Il titolare dei diritti d'autore può comunque distribuire il proprio codice con diverse licenze, sia open source che commerciali. Questo vale sia per l'iniziatore del progetto che per gli autori che contribuiscono al progetto, ciascuno per il proprio codice. Questa possibilità, detta pure dual-licensing o dual-system viene effettivamente praticata, p.es. dalla  Sun per la propria Suite  Star Office, ma anche da Larry Wall per l'interprete Perl.
Nel novembre del 2001, Netscape ha deciso di rendere pubblico il codice del proprio browser anche sotto la licenza GPL - cosicché il progetto Mozilla viene distribuito con le licenze NPL, MPL, GNU GPL e GNU LGPL - per venire incontro alla comunità degli sviluppatori di progetti open source soggetti alla GPL. Il risultato attuale è che parti del codice sorgente sono soggette a una o più di queste licenze; lo staff di Mozilla lavora per cercare di distribuire tutto il codice sotto la triplice licenza MPL/LGPL/GPL.